# The Red Beret
The Red Beret is een Britse oorlogsfilm uit 1953 onder regie van Terence Young. Destijds werd de film in Nederland uitgebracht onder de titel De rode baret.

## Verhaal
Tijdens de Tweede Wereldoorlog sluit een geheimzinnige Amerikaan zich aan bij de Britse paratroepers. Daar ontpopt hij zich als een plichtsbewust vakman en een leidersfiguur. Wanneer zijn overste gewond raakt bij een aanval op een Duits radarstation, moet hij het commando over de troepen overnemen.

## Rolverdeling
| Acteur           | Personage        |
| ---------------- | ---------------- |
| Alan Ladd        | Canada           |
| Leo Genn         | Majoor Snow      |
| Susan Stephen    | Penny Gardner    |
| Harry Andrews    | Sergeant-majoor  |
| Donald Houston   | Taffy            |
| Anthony Bushell  | Generaal Whiting |
| Patric Doonan    | Flash            |
| Stanley Baker    | Breton           |
| Lana Morris      | Pinky            |
| Tim Turner       | Rupert           |
| Michael Kelly    | Dawes            |
| Anton Diffring   | Pool             |
| Thomas Heathcote | Alf              |
| Carl Duering     | Rossi            |
| John Boxer       | Sergeant Box     |